# Zéro défaut (théorie)
Pour les articles homonymes, voir Zéro défaut (film).
La théorie du zéro défaut est un principe d'efficacité des entreprises qui s'inscrit dans la recherche de la qualité totale.

## Historique
Cette théorie a été fortement mise en application pendant les années 90.

## Principe
La théorie zéro défaut consiste, théoriquement, à réaliser une action, une unique fois, de la manière la plus parfaite possible. Ceci dans le but de ne pas avoir à apporter des corrections ultérieures, synonymes de pertes d'efficacité. La satisfaction d'un client s'en trouve augmentée.
Néanmoins, la quantité de travail à fournir pour produire quelque chose de parfait du premier coup peut demander un investissement non négligeable.

## Problèmes dans le cas de la transmission de savoir
Dans le cadre de la transmission de savoir, si on considère qu'elle est effectuée en zéro défaut, on part du principe que le sachant et l'apprenant sont parfaits : le sachant va enseigner tout ce qu'il sait sans omissions, et l'apprenant comprendra tout du premier coup. Ce n'est évidemment pas le cas, par exemple, dans une entreprise la transmission de savoir se fait généralement lors d'un changement de poste. Le sachant n'a alors que peu de temps à consacrer à l'apprenant.

## Les autres théories "zéro"
On trouve également les théories de zéro panne, zéro délai, zéro papier, zéro stock...